# مارکو سولاری

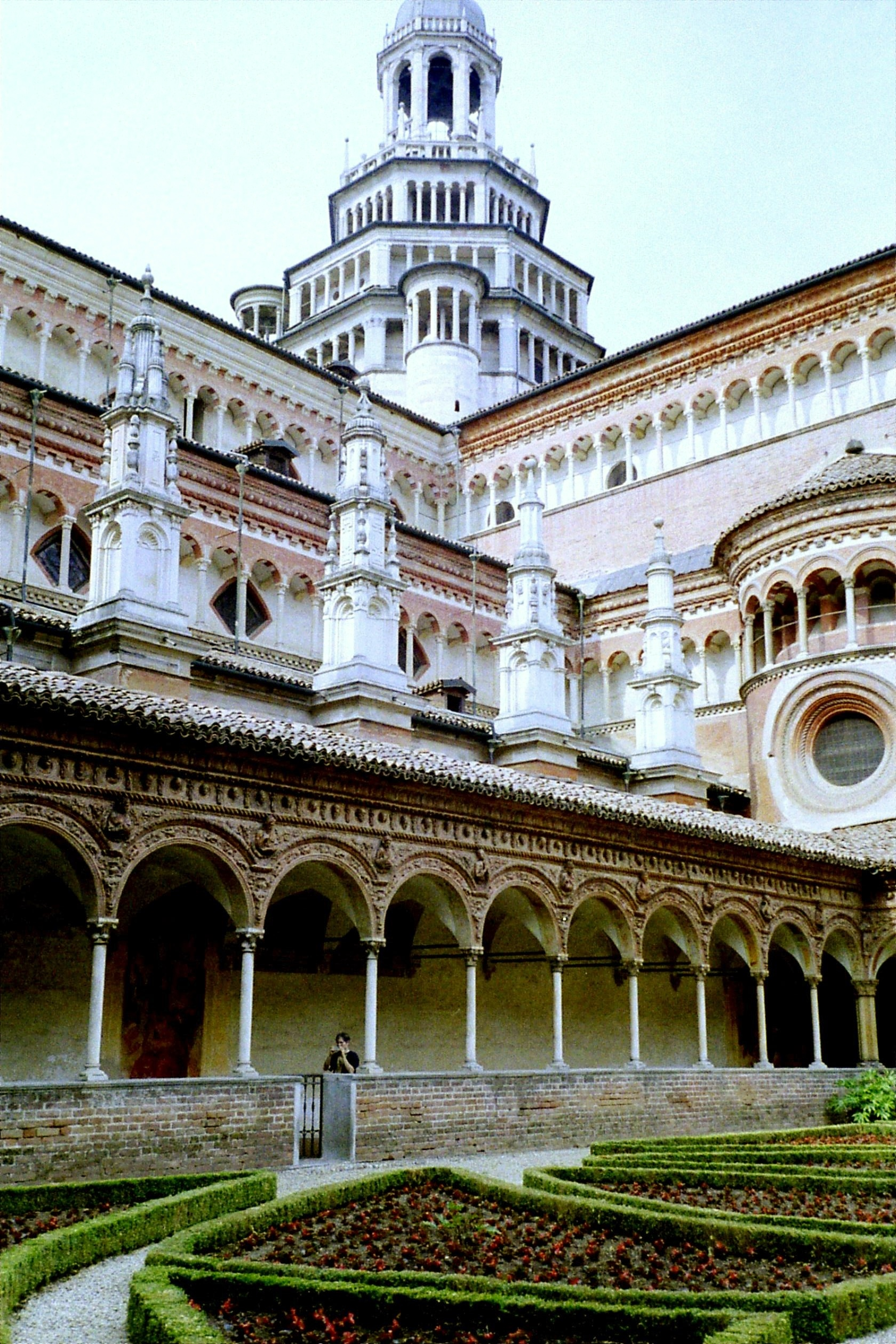
مارکو سولاری

مارکو سولاری (انگلیسی: Marco Solari؛ ۱۳۵۵ – ۱۴۰۵) یک مجسمه‌ساز، معمار، و مهندس اهل سوئیس بود. 